# 東京海上日動メディカルサービス
東京海上日動メディカルサービス株式会社（とうきょうかいじょうにちどうメディカルサービス）は、東京海上グループの医療サービス会社。健康プロモーション（健康管理のため、各種サービスの企画、提案、提供）、メディカルリスクマネジメント（医療現場の視点に立ったリスクマネジメント）、医療全般の審査・分析の3つを主要事業としている。提携医療機関は国内5か所、海外2か所。
1987年1月に設立。2004年10月に東京海上日動メディカルサービス株式会社へ社名変更した。